# 本山雅志
本山雅志（1979年6月20日—），日本著名足球運動員，現效力馬來西亞首要足球聯賽球隊吉兰丹联，前日本國家足球隊成員，司職中場。

## 俱樂部生涯
1998年在鹿岛鹿角出道，1999-2001年，20岁开始就是鹿岛主力，随后鹿岛连续两次夺冠。2002年穿上鹿岛的10号球衣，一直到2015年离开。效力长达18个赛季，代表俱乐部参加各项比赛超过500场。
上赛季，本山雅志在鹿岛鹿角没有太多上阵机会，所以在今年加盟了北九州向日葵，在日乙联赛中继续了足球生涯。本季作为球队轮换主力各项出赛32场。上赛季在北九州向日葵，本山雅志是球内出场次数最多的球员，但球队降级。
鹿岛鹿角在天皇杯第3轮主场2-1战胜京都不死鸟，中场本山雅志在第85分钟替补出场，成为并列第8位在天皇杯出场达到50场的球员。
本山雅志在鹿岛鹿角主场对新潟天鹅的比赛第67分钟替补出场，完成了个人日职联赛第350场出场。成为第35位达此荣誉的球员。 
北九州向日葵官方确认，在合同到期后日本中场老将本山雅志离开了球队。

## 国家队生涯
当年亚青赛与中国国青的比赛中本山雅志打进了两粒进球。在1999年世青杯成为FIFA最佳11人之一。
2000年，21岁时候就入选过国家队获得出场，但是因为竞争不过小野伸二、中村俊辅、三都主以及三浦淳宏，其后一直没有被使用。其后在济科当了主教练之后，才获得一定的机会，但是只出场28次。
2005年8月份进行的东亚四强赛，是本山雅志代表日本国家队参加的最后一次国际比赛。

## 外部連結
- 本山雅志 – FIFA國際賽競賽紀錄 (存檔)
- 本山雅志在 National-Football-Teams.com 上的出场纪录
- Japan National Football Team Database （页面存档备份，存于）
- Soccerway資料庫：本山雅志
- 日本職業足球聯賽中的本山雅志 （日語）
- Profile at Giravanz Kitakyushu （页面存档备份，存于）